# Inga Ley

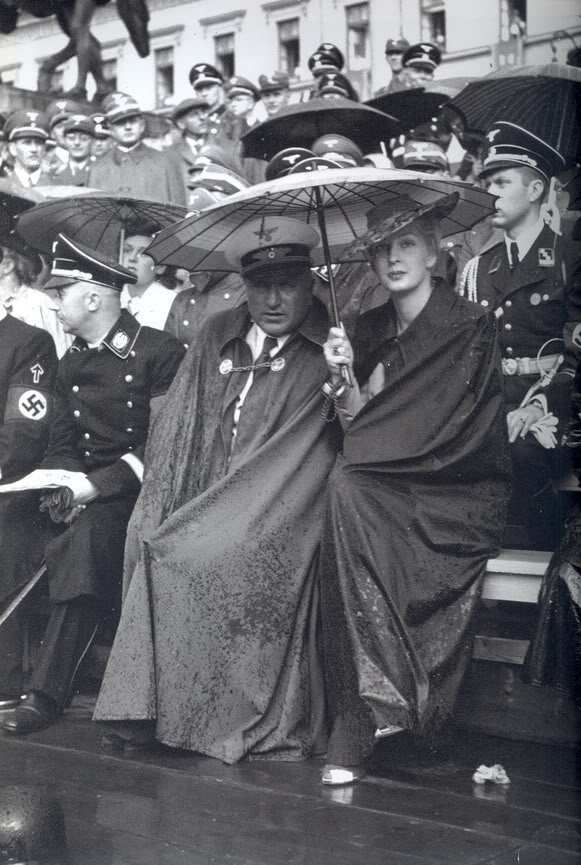
V. l. n. r.: Heinrich Himmler, Robert und Inga Ley, Karl Michel von Tüßling, München, 1939

Inga Ley, geborene Inga Ursula Spilcker, (* 8. März 1916 in Breslau; † 29. Dezember 1942 in Waldbröl) war die Frau von Robert Ley, einem der führenden Politiker zur Zeit des Nationalsozialismus.

## Leben
Inga Ley wuchs in Breslau mit ihrer Schwester Gilly auf. Ihr Vater Max Spilcker und ihre Mutter Lore Franziska Spilcker geb. Kotz waren beide Opernsänger. Ley und ihre Schwester Gilly erhielten frühzeitig Gesangsunterricht. Als Sängerin hatte sie ihren ersten öffentlichen Auftritt im Jahre 1936 am Opernhaus Chemnitz, worüber die Musikzeitschrift Signale für die musikalische Welt schrieb: „Annemarie Gulan (Alt), Hilde Turneck und Inga Hansen-Spilcker gaben mit ansprechenden, wenn auch noch nicht fertigen Stimmen und schönen Spielanlagen anerkennenswerte Debuts.“
Am 20. August 1938 heiratete sie Robert Ley, den Leiter der DAF. Die Hochzeitsreise fand zusammen mit Adolf Hitler und weiteren Parteigrößen auf einer Reise des KDF-Schiffes Robert Ley statt. Die Eheleute lebten in Berlin und auf Gut Rottland bei Waldbröl.
Ähnlich wie andere NS-Politiker sowie deren Ehefrauen engagierte sie sich propagandawirksam im Rahmen von Wohltätigkeitsveranstaltungen. So beschenkte sie im Dezember 1939 „400 Kinder der in den letzten Jahren verunglückten Bergleute“.
1942 beging Inga Ley auf dem Gut Suizid, indem sie sich erschoss. In der Todesanzeige der Familie hieß es, sie sei „als Opfer ihrer schweren Krankheit von uns gegangen“, und der Ehemann wurde ohne Amtsbezeichnung lediglich als „Dr. Robert Ley“ genannt.
Ley verfasste und illustrierte unter dem Pseudonym Inga Hansen Kinderbücher, unter anderen Es war einmal – Kleine Märchen für kleine Leute in Erinnerung an Märchenerzählungen aus ihrer Kindheit. Das Buch erfuhr sogar im Völkischer Beobachter eine Kurzbesprechung, in der es hieß, die Autorin führe „mit Kindern, Blumen und Tieren Zwiesprache, geht ihrem Wachsen, Wirken und Leiden nach“.
Aus der Ehe mit Robert Ley gingen die Kinder Lore (* 1938), Wolf (* 1940) und Gloria (* 1941) hervor. Nach Ingas Tod gab Robert Ley die Kinder in die Obhut seiner Schwiegereltern.

## Werke
- Es war einmal. Fünf kleine Märchen für kleine Leute. Adolf Luser Verlag, Wien-Leipzig 1941
- Es war einmal. Kleine Märchen für kleine Leute. Deutscher Verlag für Jugend und Volk, Wien 1943